# Hans Rudolf Hilty
Hans Rudolf Hilty (* 5. Dezember 1925 in St. Gallen; † 5. Juli 1994 in Jona) war ein Schweizer Schriftsteller und Publizist.

## Leben
Hans Rudolf Hilty wuchs in St. Gallen auf und besuchte dort die Schulen bis zur Matura. Dann studierte er an den Universitäten Basel und Zürich Germanistik und Geschichte mit dem Abschluss als Dr. phil. I. Er war aktiv in der Zofingia Zürich und chargierte 1949/50 im Centralausschuss des Gesamtverbandes als Centralaktuar (Schriftleiter des Centralblattes). Er war der ältere Bruder des Sprachwissenschaftlers Gerold Hilty.
Er begann nach dem Studium als freier Schriftsteller, Übersetzer und Publizist zu arbeiten. Bereits 1951 hatte er seine eigene Zeitschrift für moderne Dichtung hortulus gegründet. Von 1959 bis 1964 gab er im St. Galler Tschudy-Verlag die Quadrat-Bücher heraus. Dann zog er nach Zürich um und arbeitete dort bis 1972 als Feuilleton-Redaktor der (sozialdemokratischen) Zeitung Volksrecht, später der Zürcher AZ.
Ab 1972 war er wieder freiberuflich tätig. 1982 zog er nach Jona. 1986 würdigte ihn seine Heimatstadt St. Gallen mit dem Kulturpreis. Nach längerer Krankheit starb er 1994.
Sein Nachlass befindet sich im Schweizerischen Literaturarchiv in Bern.

## Werke

### Lyrik
- Nachtgesang. Zehn Gedichte. Tschudy, St. Gallen 1948.
- Eingebrannt in den Schnee. Lyrische Texte. Mit vier dreifarbigen Original-Holzschnitten von Marianne Guggenheim. Tschudy, St. Gallen 1956.
- Dass die Erde uns leicht sei. Lyrische Suite. Borgis, Sins 1959.
- Zu erfahren. Lyrische Texte 1954–1968. Kandelaber, Bern 1969.
- Lob der schwarzen Schafe. Gedichte. Orte, Wolfhalden 2003, ISBN 978-3-85830-123-9.

### Prosa
- Die Entsagenden. Drei Variationen über ein Thema. Gute Schriften, Bern 1951.
- Das indisch-rote Heft. Vereinigung der Oltner Bücherfreunde (= VOB 63), Olten 1954.
- Parsifal. Roman. Kindler, München 1962.
- Mutmassungen über Ursula. Kandelaber, Bern 1970.
- Risse. Erzählerische Recherchen. Bubenberg, Bern 1977.
- Bruder Klaus oder zwei Männer im Wald. Eine erzählerische Recherche. Rentsch, Zürich 1981, ISBN 978-3-7249-0531-8.
- Zuspitzungen. Limmat, Zürich 1984.

### Theaterstücke
- Der kleine Totentanz. Spiel in sieben Bildern. Eirene, St. Gallen 1953.
- Die Mörderin und ihr Planet. Einakter. Clou, Egnach 1964.
- Ein Wettlauf. Szenarium.

### Varia
- Brief an einen deutschen Studenten. Separatum aus dem Centralblatt, Zürich 1947.
- Carl Hilty. Haupt (Schweizer Heimatbücher 27), Bern 1949.
- Sankt Gallen. Haupt (Schweizer Heimatbücher 35), Bern 1950.
- Vadian. Eine Würdigung. Verfasst im Auftrag des Stadtammanns der Stadt St. Gallen zum 400. Todestag Vadians am 6. April 1951. Tschudy, St. Gallen 1951.
- Carl Hilty und das geistige Erbe der Goethezeit. Eine Studie zur Geistesgeschichte der Schweiz im 19. Jahrhundert. (Mit Bibliographie). Tschudy (= Diss. phil. Zürich), St. Gallen 1953.
- Friedrich Schiller. Abriss seines Lebens, Umriss seines Werkes. Gute Schriften (GS 147), Bern 1955.
- Jeanne d'Arc bei Schiller und Anouilh. Skizzen zu einer Geistesgeschichte des modernen Dramas. Tschudy, St. Gallen 1960.
- Symbol und Exempel. Gedankengänge über sprachlichen und gesellschaftlichen Strukturwandel. Hansen & Hansen (Vorspann 2), Itzehoe-Voßkate 1966.

### Als Herausgeber
- Ensemble. Ein Schweizer Beitrag zur zeitgenössischen Lyrik. (Mit Peter Lehner und Andri Peer.) Benteli, Bern 1958.
- Zürich zum Beispiel. Signatur einer Stadt in lyrischen Texten von heute. Tschudy, St. Gallen 1959.
- Modernes Schweizer Theater. Einakter und Szenen. (Mit Max Schmid.) Clou, Egnach 1964.
- Grenzgänge. Literatur aus der Schweiz 1933–45. Ein Lesebuch. Unionsverlag, Zürich 1981.
  - Neuauflage: Unionsverlag, Zürich 1996, ISBN 978-3-293-00027-8.

### Als Übersetzer
- Joachim Vadian: Hahnenkampf oder Hennen im Laufgitter. Eine Renaissance-Posse. Tschudy, St. Gallen 1959.
- Yves Velan: Ich. Roman (frz. Je, Paris 1959), Kindler, München 1963.
- Jean-Pierre Monnier: Die Helle der Nacht. Roman, Huber, Frauenfeld 1967.
  - Neuausgabe: Orte, Wolfhalden 2004, ISBN 978-3-85830-124-6.